# Caroline Harrison
Caroline Scott Harrison (ur. 1 października 1832 w Oxfordzie, zm. 25 października 1892 w Waszyngtonie) – żona prezydenta USA Benjamina Harrisona, pierwsza dama.

## Życiorys
Caroline Lavinia Scott urodziła się 1 października 1832 roku w Oxford. Jej ojciec, John Whiterspoon Scott był prezbiteriańskim pastorem. Nauki pobierała na Oxford Female College, a następnie na Miami University. Swojego przyszłego męża, Benjamina Harrisona, poznała gdy była nastolatką. Młodzi zaręczyli się będąc na studiach. Wkrótce potem Caroline zaczęła podupadać na zdrowiu, co przyspieszyło decyzję o małżeństwie. Ich ślub odbył się 20 października 1853 roku.
Pierwsze miesiące po ślubie, Harrisonowie spędzili w North Bend, a w 1854 przenieśli się do Indianapolis, gdzie Benjamin rozpoczął praktykę prawniczą. Z powodu złej sytuacji finansowej i pożaru domu, Caroline przeniosła się na jakiś czas do swoich rodziców. Po wojnie secesyjnej ich sytuacja materialna się poprawiła, więc oboje zamieszkali w domu, ukończonym w 1875 roku. Benjamin zaczął wówczas interesować się polityką i w 1881 roku został senatorem. Ponieważ Caroline często chorowała, a w międzyczasie przeszła także operację i rekonwalescencję, często nie spędzała czasu z mężem w Waszyngtonie.
Gdy w 1889 roku jej mąż obejmował urząd prezydenta, ona została pierwszą damą. Z początkiem kadencji, planowała wybudować nową siedzibę prezydencką, gdyż uważała Biały Dom, za zbyt podniszczony. Część jej poprzedniczek także to planowało, jednak Caroline poprosiła męża, by wystąpił z wnioskiem do Kongresu. Ze względu na błąd polityczny prezydenta, którym zraził do projektu spikera Izby Reprezentantów, inicjatywa zakończyła się niepowodzeniem. Wówczas Caroline postanowiła przeprowadzić renowację Białego Domu, na którą otrzymała 35 tysięcy dolarów od Kongresu. Przez 2 lata udało się zainstalować nowe ogrzewanie, wybudować nową kuchnię, dodatkowe łazienki przy sypialniach, położyć nowe podłogi, sprowadzić nowe meble i zainstalować światło elektryczne.
Oprócz renowacji, pierwsza dama wydawała przyjęcia, a także założyła stowarzyszenie Córy Rewolucji Amerykańskiej, gdy Synowie Rewolucji odmówili przyjmowania kobiet. Wprowadziła także zwyczaj wystawiania choinki przed Białym Domem w okresie świąt Bożego Narodzenia. Angażowała się także w akcji charytatywne, jak choćby zbiórkę pieniędzy na Johns Hopkins University. W 1890 roku Caroline została zaatakowana, z powodu prezentu – domku letniskowego – jaki otrzymała od poczmistrza generalnego Johna Wanamakera. Pojawiły się oskarżenia o korupcję, wobec których prezydent zapłacił za posiadłość 10 tysięcy dolarów.
Tuż przed wyborami w 1892 roku, pierwsza dama zachorowała. Zmarła 25 października, prawdopodobnie w wyniku tyfusu lub gruźlicy.

## Życie prywatne
Caroline Scott poślubiła Benjamina Harrisona 20 października 1853 roku w Oxford. Para miała dwoje dzieci: Russella Benjamina (ur. 12 sierpnia 1854) i Mary Scott (ur. 3 kwietnia 1858).